# Йоанис Сакеларопулос
Йоанис Сакеларопулос, известен като капитан Зиряс (на гръцки: Ιωάννης Σακελλαρόπουλος, Ζήριας), е гръцки офицер и революционер, деец на Гръцката въоръжена пропаганда в Македония от началото на XX век.

## Биография
Като гръцки офицер се присъединява към гръцката пропаганда в Македония през 1905 година. Действа в района на Лъгадинско, Богданската планина и Халкидики, като негов четник по това време е Яни Рамненски.
През април 1906 година Йоанис Секаларопулос и Панайотис Пападзанетеас подсилват четата на Ставрос Ригас и Михаил Анагностакос в Ениджевардарското езеро. .